# Bihoreau
Taxons concernés
- Famille :
  - Ardeidae (dont des bihoreaux)
- Genres :
  - Gorsachius
  - Nycticorax
  - Nyctanassa
- Espèces :

Bihoreau est le nom vernaculaire donné à certains échassiers de la famille des Ardeidés.

## Liste des espèces
Ces espèces sont appelées bihoreau:
- Bihoreau violacé — Nyctanassa violacea (Linnaeus 1758) — Yellow-crowned Night-Heron.
- Bihoreau gris — Nycticorax nycticorax (Linnaeus 1758) — Black-crowned Night-Heron.
- Bihoreau cannelle — Nycticorax caledonicus (Gmelin 1789) — Rufous or Nankeen Night-Heron.
- Bihoreau à dos blanc — Calherodius leuconotus (Wagler 1827) — White-backed Night-Heron.
- Bihoreau superbe — Oroanassa magnifica (Ogilvie-Grant 1899) — White-eared Night-Heron.
- Bihoreau goisagi — Gorsachius goisagi (Temminck 1836) — Japanese Night-Heron.
- Bihoreau malais — Gorsachius melanolophus (Raffles 1822) — Malayan Night-Heron.